# Альтилия
Альтилия (итал. Altilia) — коммуна в Италии, располагается в регионе Калабрия, в провинции Козенца.
Население составляет 779 человек (2008 г.), плотность населения составляет 73 чел./км². Занимает площадь 11 км². Почтовый индекс — 87040. Телефонный код — 0984.
В коммуне особо празднуется Успение Пресвятой Богородицы. Покровителем коммуны почитается святой Себастьян, празднование 20 января.

## Демография
Динамика населения:

## Администрация коммуны
- Официальный сайт: